# Full Eclipse
Full Eclipse er en amerikansk TV-film fra 1993, instrueret af Anthony Hickox efter manuskript af Richard Christian Matheson og Michael Reaves. I hovedrollen: Mario van Peeples.

## Handling
Politiet i Los Angeles får hjælp af en ekspert i bandekriminalitet med stor succes i faget, der giver sit specialteam indsprøjtninger af et serum, som ikke alene gør dem meget hurtige, stærke og næsten totalt usårlige. Det gør dem også ekstremt voldelige og giver dem en tendens til at få kløer og lignende, når det er fuldmåne. Ekspertens navn er Garou, jfr. den franske betegnelse for en varulv: Le Loup Garou.

## Links
- Full Eclipse på Internet Movie Database (engelsk)
- Full Eclipse på AlloCiné (fransk)
- Full Eclipse på AllMovie (engelsk)
- Full Eclipse på The Movie Database (engelsk)
- Full Eclipse på Filmaffinity (engelsk)
- Full Eclipse på Netflix (engelsk)